# Santiago Tabernero
Santiago Tabernero (Logronyo, 16 de febrer de 1961) és un director i guionista de cinema espanyol.

## Biografia
Va estudiar Ciències de la Informació a la Universitat de Navarra, obtenint la seva llicenciatura el 1984. Dos anys després, el 1986, va començar a treballar com a periodista especialitzat en cinema en RTVE passant per diferents funcions dins de la cadena i obtenint gran rellevància en les seves realitzacions o especials per a TVE.
En els anys 90 va començar la seva tasca com a guionista de pel·lícules com Desvío al paraíso (coescrit amb Daniel Monzón, 1994), de Gerardo Herrero, Taxi (1996), de Carlos Saura; i Asfalto (2000), de Daniel Calparsoro, així com el documental Cesar y Zain, de Larry Levène (2004).
El 1998 va crear el programa de televisió Versión española, programa cinematogràfic que va dirigir fins a l'any 2003, presentat per Cayetana Guillén Cuervo.
El 2005, es va estrenar el seu primer llargmetratge, Vida y color, un projecte inspirat en un relat autobiogràfic titulat "Guau", en el qual va estar treballant cinc anys. Va presentar el film en la Setmana Internacional de Cinema de Valladolid (Seminci), on va obtenir el gran Premi del Público i, l'any 2013, va tornar a la pantalla gran per a estrenar el seu segon llargmetratge: Presentimientos, amb Eduardo Noriega, Marta Etura, Irene Escolar, Alfonso Bassave i Sílvia Tortosa.
A més de Versión española desenes de programes dirigits i ideats per Santiago Tabernero han passat per TVE, entre ells, Carta Blanca (2006), El blog de Cayetana (2007), En familia (2011), La Nube (2012), Torres y Reyes (2013), Alaska y Coronas (2014, premiat al Festival de Vitòria al millor programa d'entreteniment de 2014 per la crítica de televisió), Alaska y Segura (2015), i el més recent Sanchez y Carbonell (2020).
Quant a programes especials destacar “Papito” Especial de Miguel Bosé i molts altres companys (nadal de 2007-2008) Gala de preselección del candidato a Eurovisión 2008 amb Rafaella Carrá de presentadora, així com Rosa López, Bibiana Fernández, Boris Izaguirre o José Luis Uribarri (març de 2008), Especial Rosario Flores 2008 des del Palau de la Música de Barcelona, i amb la col·laboració de molts amics (presentat per Pepa Bueno, Raphael 50 años después amb Raphael i molts artistes nacionals i internacionals (nadal 2008-2009), San Fermín 2009 retransmissions diàries des de Pamplona per a TVE (juliol de 2009), Gala de Shakira : Loba amb la presentació del exlocutor d'RNE Toni Garrido i la col·laboració de la periodista Ana Pastor (octubre de 2009), Especial Alejandro Sanz: Paraíso (22 de desembre de 2009), Especial Nino Bravo (24 de desembre de 2009), Serrat y su Antología desordenada celebració dels 50 anys en el món de la música de Joan Manuel Serrat (Nadal 2014-2015),Especial Navidad Miguel Bosé, interpretando sus grandes éxitos incluidos en el nuevo álbum MTV Unplugged, (24 de desembre 2016),.
Malgrat les excel·lents crítiques, el seu programa Alaska y Segura no és renovat per la directiva de TVE, per la qual cosa en la temporada 2015-2016 torna a Días de cine, després d'haver-hi estat 25 anys, sent un dels redactors i fundador d'aquest programa, ara en tasques d'elaboració i edició de reportatges.
Pel nadal 2018-2019 s'ha encarregat de la realització de l'especial "Rosana y amigos", on la cantautora canària es acompanyada per Ximena Sariñana, Ketama, Sofía Ellar, Pau Donés, Pastora Soler, Blas Cantó, Beret, Bebe, Arkano o Ana Guerra. Amb un estupend èxit d'audiència en TVE i internet.
El 2020 comanda Sanchez y Carbonell (des de 16 de gener), compaginant el seu nou guió, al costat de Borja Echevarría, sota el títol de Memorias de una sombra, així amb la minisèrie El jardín prohibido, al costat de la guionista i directora argentina Daniela Fejerman.

## Filmografia
Guions
- Desvío al paraíso (1994), de Gerardo Herrero.
- Taxi (1996), de Carlos Saura.
- Huelepega (1999), de Elia Sdechneir.
- Asfalto (2000), de Daniel Calparsoro.

Guió i direcció
- Tiempo muerto (coguionista al costat de Iñigo Rotaetxe el 1997).
- Expendedora (1999).
- El amor (2007).
- El amor/2 Protagonitzat per Pedro Aunión i Antonio Cantos (2008).
- Cesar y Zain, de Larry Levène (2004).
- Vida y color, llargmetratge (2005).
- Presentimientos, llargmetratge (2014).